# 新井キヒロ
新井 キヒロ（あらい キヒロ、1974年12月11日 - ）は、日本の漫画家、イラストレーター。
群馬県高崎市出身。血液型A型。群馬県立高崎北高校卒業。妻は、構成作家、ライター、セラピストの新井桜奈。

## 概要
若ハゲを通じて経験した複雑な思いを綴ったブログ漫画『つるっとBOY（ハゲにもマケズ）』の連載が出版編集者の目にとまり、2008年『みこすり半劇場』で漫画家デビュー。
2012年、若ハゲコンプレックスの苦悩と脱却を描いたポジティブコミックエッセイ『僕は髪の毛が少ない』をメディアファクトリーから発表。ジャンル、性別問わず、コンプレックスに悩む人々を元気づける。
『本当にあった笑える話スペシャル』（ぶんか社）にて『元気な高齢者』を連載中。

## 作品

### 著書
- 『僕は髪の毛が少ない』　(2012年、メディアファクトリー)　ISBN 4840148074　電気書籍 ASIN B00BUKPCD4

### 連載
- 携帯サイト『ドパミン[漢道～おとこみち～］』(毎週月曜日)　(2008年8月～2010年6月）
- 『みこすり半劇場 』 (2008年12月～2010年6月、ぶんか社）
- 『週刊FLASHモバイル』　(2009年4月～2011年9月、光文社）
- 『Mr.PC[ウェイクミーアップ] 』　(2009年5月～2009年、晋遊舎）
- 『高収入ドットコム』　(2010年4月〜2011年5月）
- 『ベッピンDMM』　(2010年8月～、株式会社ジーオーティー)
- 『コミックエッセイ劇場』　(2012年8月〜、メディアファクトリー)
- 『本当にあった笑える話』※読者投稿レギュラー　（2013年1月～、ぶんか社）
- 『裏物JAPAN8月号』　（2014年6月、鉄人社）
- 『本当にあった笑える話スペシャル』 ※「元気な高齢者」連載中　（2015年4月〜　ぶんか社)
- 『めしざんまい』　（2016年6月〜、ぶんか社コミックス）

### イラスト
- 『平成大震災サバイバルBOOK―家族を守る200のテクニック』　(主婦の友社)
- 『みるみるやせる! 骨盤しぼりダイエット』　(KKベストセラーズ)
- 『実話ナックルズ』　 (ミリオン出版)
- 『やりすぎコージー貧乏列伝』　 (ワニブックス)
- 『週刊FLASH』　(光文社)
- 芝居『ピエロの涙』（共同イラスト制作）
- 『大震災サバイバルBOOK―～家族を守る200のテクニック～』 (主婦の友社) (イラスト追加再版）
- 『本当に会った笑える話ピンキー』（ぶんか社)

### メディア (WEB取材、テレビ出演)
- テレビ東京『うぇぶたま』　(2008年4月21日O.A.)
- 『ダ・ヴィンチ電子ナビ』　(2012年10月)
- 『ダ・ヴィンチ電子ナビ』　(2013年1月)
- 『週刊SPA!』 インタビュー掲載　(2013年2月)
- 『Menjoy!』取材協力　（2013年3月)
- 『日刊SPA!』 インタビュー掲載　(2013年3月)